# 印度鸬鹚
印度鸬鹚（学名：Phalacrocorax fuscicollis）一种分布于南亚和东南亚等地区的大型水鸟，属于鸬鹚科鸬鹚属。